# Заводский сельский совет (Лядский район)
Заводский сельский совет — административно-территориальная единица в составе Лядского района Ленинградской, затем Псковской области РСФСР с центром в деревне Завод, существовавшая в 1928—1954 годах.

## История
Заводский сельский совет в составе Лядского района Лужского округа Ленинградской области был образован в ноябре 1928 года путём объединения Гнездилово-Горского и Полянского сельских советов. Центром сельсовета стала деревня Завод, располагавшаяся в 16 километрах от районного центра — села Ляды. Крупнейшими населёнными пунктами сельсовета были деревни Берёзно — 238 человек, Федковщина — 107 человек.
23 июля 1930 года постановлением ЦИК и СНК СССР Лужский округ был упразднён.
22 марта 1935 года постановлением Президиума ВЦИК Заводский сельсовет в составе Лядского района был включён во вновь образованный Псковский округ.
19 сентября 1940 года Псковский округ указом Президиума Верховного Совета РСФСР был упразднён.
С августа 1941 года по февраль 1944 года территория сельсовета находилась под германской оккупацией.
23 августа 1944 года указом Президиума Верховного Совета СССР Заводский сельсовет в составе Лядского района был включён в состав Псковской области.
16 июня 1954 года указом Президиума Верховного Совета РСФСР Заводский сельский совет был упразднён, а его территория (вместе со старыми Горским и Заянским сельсоветами) вошла в состав нового Заянского сельского совета.

## Состав
В 1933 году в Заводском сельском совете проживало 1097 человек. Центр его располагался в деревне Завод, в него входили следующие населённые пункты.
- Деревня Заво́д.
- Деревня Берёзно.
- Деревня Большой Двор.
- Деревня Братилино (Братылино).
- Деревня Гнезди́лова Гора́.
- Деревня Заозе́рье.
- Деревня Заречье.
- Посёлок Кти́ны.
- Деревня Полянка.
- Деревня Се́глицы.
- Деревня Фетковщина.
- Деревня Ярун.

По данным на 1 мая 1936 года территория Заводского сельсовета обслуживалась почтовым отделением в деревне Детково, в сельсовете в 12 населённых пунктах насчитывалось 295 хозяйство, 8 колхозов.
В дальнейшем из Алёксинского сельского совета были переданы к 1944 году деревня Сухрестье и к 1949 году — деревня Больши́е Боло́та (Жилые Болота).
К 1944 году опустели деревни Братылино и Большой Двор.
В 1949—1951 годах Заводский сельский совет составляли следующие селения.
- Деревня Завод.
- Деревня Берёзно.
- Деревня Большие Болота.
- Деревня Гнездилова Гора.
- Деревня Заозерье.
- Деревня Заречье.
- Деревня Ктины.
- Деревня Полянка.
- Деревня Сеглицы.
- Деревня Сухрестье.
- Деревня Фетковщина.
- Деревня Ярун.